# Order Zasługi w Walkach dla Ludu i Ojczyzny
Order Zasługi w Walkach dla Ludu i Ojczyzny (niem. Kampforden „für Verdienste um Volk und Vaterland”) – odznaczenie wojskowe Niemieckiej Republiki Demokratycznej, nadawane w latach 1966–1990.

## Historia
Order został ustanowiony 17 lutego 1966 przez Radę Państwa NRD i był nadawany przez Ministerstwo Obrony NRD za „wybitne zasługi przy rozbudowie siły i gotowości bojowej Narodowej Armii Ludowej oraz oddziałów straży granicznej”. Otrzymać go mogły oddziały, jednostki, instytucje oraz osoby fizyczne służące w NVA i straży granicznej, a także osoby cywilne. Nadawany w trzech klasach: złotej, srebrnej lub brązowej. W każdej klasie mógł zostać nadany tylko raz.

## Oznaka
Oznaką orderu jest złoty, srebrny lub brązowy pięciokątny medalion, z nałożoną nań pięcioramienną gwiazdą. W środku awersu znajduje się okrągła tarcza z białym obramowaniem, na której na czerwonym tle znajduje się godło NRD otoczone wieńcem laurowym i napisem FÜR DEN SCHUTZ DER ARBEITER-UND-BAUERN-MACHT (za ochronę władzy robotniczo-chłopskiej). Rewers jest gładki, bez napisów. Order noszony był na lewej piersi na złożonej w pięciokąt wstążce z trzema brązowymi i czterema ciemnożółtymi paskami. Na baretce umieszczano złote, srebrne lub brązowe skrzyżowane miecze.
Istniała również nigdy nie nadana odmiana wojenna, o identycznej oznace, lecz noszona na wstążce z paskami czerwonymi zamiast brązowych.
| Baretki Orderu Zasługi w Walkach dla Ludu i Ojczyzny | Baretki Orderu Zasługi w Walkach dla Ludu i Ojczyzny | Baretki Orderu Zasługi w Walkach dla Ludu i Ojczyzny |
| ---------------------------------------------------- | ---------------------------------------------------- | ---------------------------------------------------- |
| I klasa (złota)                                      | II klasa (srebrna)                                   | III klasa (brązowa)                                  |